# Аббасов, Эльбрус Осман оглы
Эльбрус Осман оглы Аббасов (1 января 1950, Агдам — 14 декабря 2020) — советский футболист, нападающий. Советский и азербайджанский тренер.

## Биография
Родился в 1950 году в Агдаме. Начинал играть в местной команде «Мэхсул». В 1972—1974 играл за «Динамо» Кировабад. С 1975 года — в «Нефтчи» Баку. В 1976 году с 28 голами стал лучшим бомбардиром первой лиги и вместе с командой, занявшей второе место, вышел в высшую лигу. В чемпионате в 1977—1979 годах провёл 28 матчей, забил четыре гола.
Главный тренер ФК «Карабах» в 1988, 1990, 1996—1997, 2000 годах. Работал делегатом АФФА на матчах чемпионата.
Скончался 14 декабря 2020 года в возрасте 70 лет от коронавируса.

## Достижения

### Клубные
- Серебряный призёр Первой лиги Чемпионата СССР: 1976

### Личные
- Лучший бомбардир Первой лиги Чемпионата СССР: 1976